# Alionematichthys ceylonensis
Alionematichthys ceylonensis — вид ошибнеподібних риб родини Bythitidae. Це морський тропічний вид, приурочений до коралових рифів. Поширений на півночі Індійського океану біля берегів острова Шрі-Ланка. Описаний у 2008 році, голотип завдовжки 7,2 см.